# Arianna Cabezas
Arianna Cabezas (Barranquilla, 14 de abril de 1976) es una actriz colombiana de cine y televisión.

## Carrera
Debutó en televisión en 1997 con un pequeño papel en la telenovela Tiempos difíciles. En 1998 debutó en la pantalla grande en la película de Sergio Cabrera Golpe de estadio. En 1999 apareció en la telenovela Me llaman Lolita y un año después integró el reparto de la telenovela Rauzán de RTI Televisión, interpretando el papel de Úrsula y compartiendo elenco con actores destacados como Osvaldo Ríos, Susana Torres y Carlos Duplat. En 2008 retornó al cine interpretando a una guerrillera llamada Elisa en la película de Lisandro Duque Naranjo Los actores del conflicto, protagonizada por Mario Duarte y Coraima Torres.

## Filmografía seleccionada
- 1997 - Tiempos difíciles
- 1998 - Golpe de estadio
- 1999 - Me llaman Lolita
- 2000 - Rauzán
- 2008 - Los actores del conflicto